# Santo Tomás (Panama)
Santo Tomás è un comune (corregimiento) della Repubblica di Panama situato nel distretto di Alanje, provincia di Chiriquí. Si estende su una superficie di 45,1 km² e conta una popolazione di 1.259 abitanti (censimento 2010).